# Herman Tillemans
Herman Tillemans (Grave, 31 luglio 1902 – Merauke, 23 agosto 1975) è stato un missionario e arcivescovo cattolico olandese.

## Biografia
Abbracciò la vita religiosa tra i Missionari del Sacro Cuore di Gesù: emise la sua professione il 21 agosto 1923 e fu ordinato prete il 19 agosto 1928.
Inviato in Indonesia nel 1929, il 25 giugno 1950 fu nominato primo vicario apostolico di Merauke e vescovo titolare di Berissa.
Fondò, nel 1951, la congregazione indigena delle Ausiliatrici di Gesù Cristo.
Il 15 novembre 1966, in seguito alla costituzione della gerarchia ecclesiastica nell'Irian Barat, fu promosso arcivescovo metropolita di Merauke: si dimise dalla carica nel 1972.

## Genealogia episcopale e successione apostolica
La genealogia episcopale è:
- Vescovo Johannes Wolfgang von Bodman
- Vescovo Marquard Rudolf von Rodt
- Vescovo Alessandro Sigismondo di Palatinato-Neuburg
- Vescovo Johann Jakob von Mayr
- Vescovo Giuseppe Ignazio Filippo d'Assia-Darmstadt
- Arcivescovo Clemente Venceslao di Sassonia
- Arcivescovo Massimiliano d'Asburgo-Lorena
- Vescovo Kaspar Max Droste zu Vischering
- Vescovo Cornelius Ludovicus van Wijckerslooth van Schalkwijk
- Arcivescovo Joannes Zwijsen
- Vescovo Franciscus Jacobus van Vree
- Arcivescovo Andreas Ignatius Schaepman
- Arcivescovo Pieter Mathijs Snickers
- Vescovo Gaspard Josephus Martinus Bottemanne
- Arcivescovo Hendrik van de Wetering
- Vescovo Pieter Adriaan Willem Hopmans
- Cardinale Johannes de Jong
- Arcivescovo Willem Pieter Adriaan Maria Mutsaerts
- Vescovo Nicolaas Verhoeven, M.S.C.
- Arcivescovo Herman Tillemans, M.S.C.

La successione apostolica è:
- Arcivescovo Jacobus Duivenvoorde, M.S.C. (1972)